# Galotxa
La galotxa és una modalitat de pilota valenciana que es juga sempre al carrer, bé siga natural o artificial, practicada majoritàriament a les comarques del Camp de Morvedre, l'Horta de València, la Marina Alta i Baixa, la Ribera Alta i Baixa, i la Foia de Bunyol.

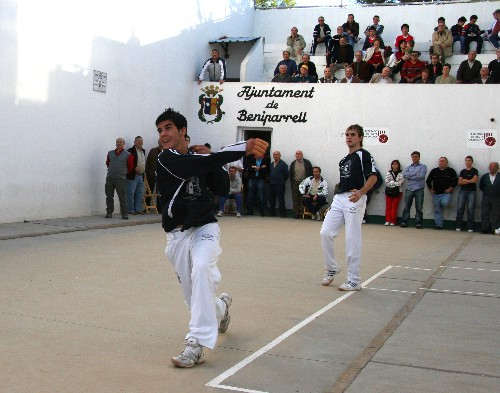
Herrera restant en una partida de galotxa a Beniparrell.

En l'evolució de les diverses modalitats la galotxa seria la precursora immediata de l'escala i corda (corda al centre del rectangle de joc, començament amb la ferida, i que solament pot pegar un bot la pilota), però sense l'escala ni les llotgetes (als carrers naturals tampoc les galeries). De fet, tant el terreny de joc (el carrer) com la manera de ferir són iguals que les llargues a perxa, de la qual podria derivar-se'n.
Compta només amb jugadors aficionats, tot i que molts pilotaires professionals d'escala i corda s'iniciaren en la galotxa, com és el cas d'Álvaro, Dani o Voro. Entre els anys 1990 i 1993 hi hagué una competició de galotxa per a jugadors professionals anomenada Campionat Professional de Galotxa.

## Canxa
Les partides de galotxa es juguen al carrer. Aquest carrer ha de ser recte i pla, d'uns 50 m de llarg i 7 m d'ample. Però aquestes són només unes guies, i normalment cada poble escull un carrer que s'adiga més al seu estil de joc.

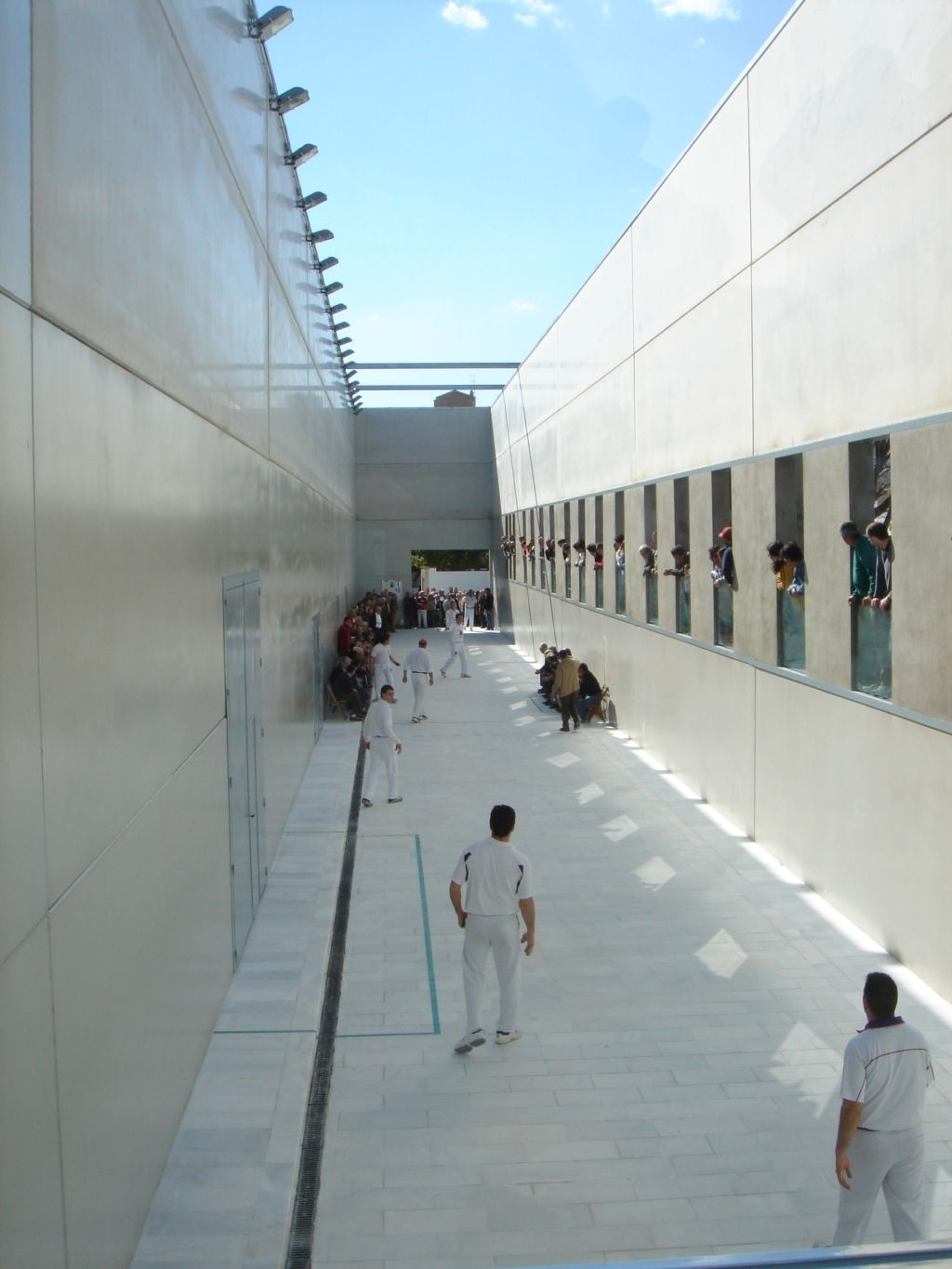
Carrer de la Pilota a Calp

Així mateix, i tenint en compte la dominació dels carrers pels cotxes i les molèsties al veïnat, alguns ajuntaments han construït uns recintes anomenats carrers artificials per a la pràctica de la galotxa. Aquests carrers simulen les finestres, els balcons, els fanals, les voreres (i fins i tot les tapes del clavegueram) típiques d'un carrer, però amb l'avantatge d'un terreny de joc més regular, i sense haver d'interrompre la partida per un cotxe que vol entrar al garatge, o de la senyora major que torna de la compra carregada amb bosses. Entre d'altres, hi ha carrers artificials a Albuixec, Alfarp, Benidorm, Beniparrell, Calp, Foios, L'Eliana, Montserrat (Ribera Alta), Torrent, i Xirivella. El Carrer de pilota de Meliana és seu de les finals de competicions importants.
Al centre del carrer, i a una altura d'1,80 m, es col·loca una corda de falta que divideix la canxa en dos meitats, la del traure i la del rest. Comptant des d'aquesta corda 15 passes cap al rest es penja una altra corda, la corda de galotxa. I dos metres des de la corda de falta cap al traure, fregant la paret esquerra es dibuixa un rectangle anomenat dau. Tant el dau com la corda de galotxa són només necessaris en la treta de cada quinze, i són ignorats en la resta de situacions de joc.
El públic se situa als fons del carrer, en les voreres, o sota la corda de galotxa. En el cas dels carrers artificials hi ha unes galeries esglaonades per què el públic sega sobre les parets de frontó, les que limiten el fons de la canxa.

## Regles

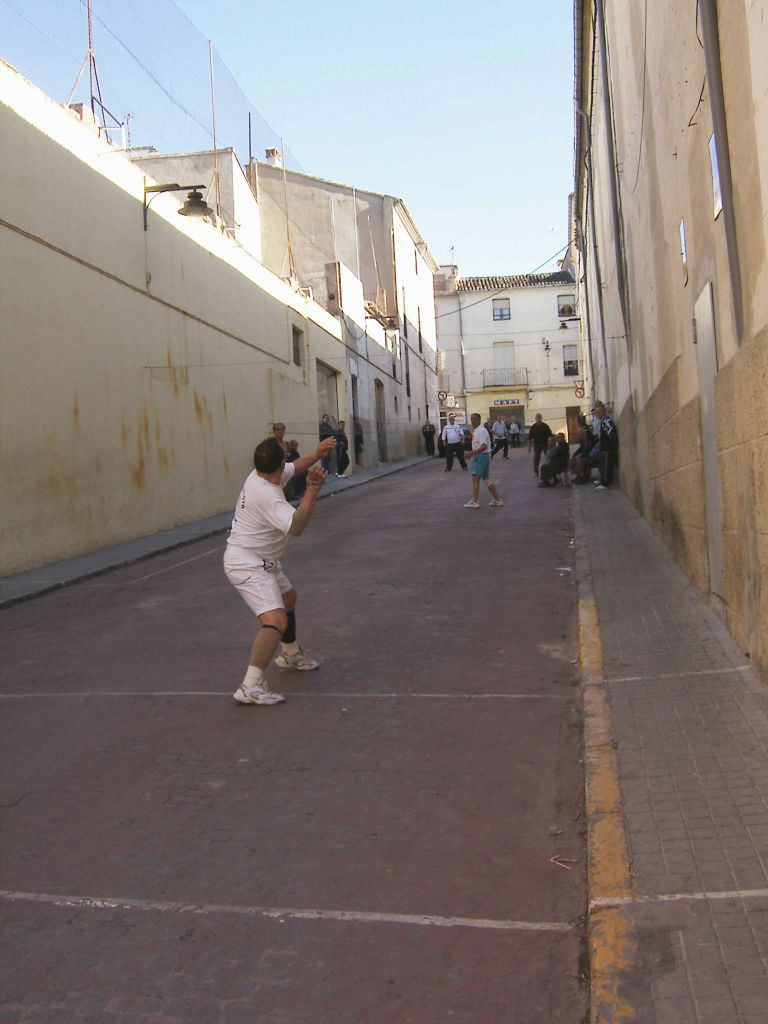
Partida de galotxa al carrer

Les partides de galotxa són jugades per equips de tres membres cadascun, vestits de roig uns i de blau els altres (el roig és el color dels favorits o suposadament més forts), que jugaran a passar-se una pilota de vaqueta per sobre la corda central.
Guanya l'equip que arriba a 70 tants, comptats de 5 en 5. Cada tant consta de quatre parts: quinze, trenta, val i joc. L'empat a quinze s'anomena a quinzens, i l'empat a trenta es diu a dos.
Cada quinze comença amb la ferida (la treta): des de darrere la corda de falta un jugador anomenat feridor llença la pilota (sense colpejar-la) al camp del rest, perquè la treta siga bona la pilota ha de passar per sobre la corda de galotxa i caure en el dau. Aleshores ambdós equips provaran de tornar-se la pilota a l'aire o al primer bot en terra colpejant-la una sola volta per equip i amb la mà. El quinze es guanya quan l'altre equip no és capaç de tornar-la per sobre la corda de falta.
També, però, es guanya un quinze quan l'altre equip comet falta:
- Si la pilota pega dos bots en terra.
- Si la pilota no passa per sobre la corda de falta o la toca.
- Si dos membres de l'equip colpegen la pilota o ho fan amb altra part del cos que no siga la mà.

## Competicions
Aficionats
- Campionat Autonòmic Interpobles
- Supercopa de Galotxa
- Trofeu el Corte Inglés
- Copa Generalitat de Galotxa

Professionals
- El Campionat Professional de Galotxa va ser un torneig de galotxa que es va jugar entre els anys 1990 i 1993. Entre d'altres, hi va jugar Grau, guanyador de les dues primeres edicions.[2][3]
- Trofeu Moscatell